# Dexmedetomidin
Dexmedetomidin ist ein Arzneistoff der Gruppe der selektiven α2-Adrenozeptor-Agonisten und bewirkt eine Sedierung (Beruhigung), eine Bewusstseinsdämpfung sowie eine leichte Analgesie (Schmerzlinderung). Als Besonderheit gilt die Fähigkeit des Wirkstoffes, eine tiefe Sedierung mit gleichzeitig erhaltener Erweckbarkeit zu erzeugen, ohne die unerwünschte Nebenwirkung einer Atemdepression.
Chemisch ist Dexmedetomidin das wirksame Isomer (Eutomer) des Beruhigungsmittels Medetomidin.

## Klinische Angaben
Dexmedetomidin ist ein potenter α2B-Adrenozeptor-Agonist mit einer achtfach höheren Affinität für den α2B-Adrenozeptor als Clonidin.
Es hat nach intravenöser Verabreichung sedierende, analgetische und anxiolytische Wirkungen. Die Sedierung erfolgt dabei rasch und stabil, wobei gleichzeitig ein hohes Maß an Erweckbarkeit beibehalten wird. Im Rahmen einer Sedierung von postoperativ beatmeten Patienten auf der Intensivstation reduziert es signifikant den Schmerzmittelbedarf des Patienten. Bei der Beendigung einer künstlichen Beatmung kommt es während einer Therapie mit Dexmedetomidin zu keiner klinisch erkennbaren Atemdepression, welche eine unerwünschte Nebenwirkung vieler anderer auf Intensivstationen benutzter Sedativa ist.
Dexmedetomidin ist in Deutschland seit 2011 für die Sedierung erwachsener, intensivmedizinisch behandelter Patienten zugelassen, die eine Sedierungstiefe benötigen, die ein Erwecken durch verbale Stimulation noch erlaubt. Im Rahmen von Studien existieren Erfahrungen zum Einsatz bei Kindern. Im August 2018 wurde die Indikation erweitert um die Sedierung nicht-intubierter Patienten vor und/oder während einer diagnostischen oder operativen Maßnahme, wenn eine Sedierung nötig ist („procedural/awake sedation“).
Die Anwendung beim sympathomimetischen Toxidrom, bei der nicht-invasiven Beatmung, im Rahmen der Extubation und bei pädiatrischen Patienten wurde wissenschaftlich untersucht.

### Unerwünschte Wirkungen
Dexmedetomidin wird, wie in den Phase-III-Zulassungsstudien gezeigt, allgemein gut vertragen. Dexmedetomidin führt zu einer vorhersehbaren, dosisabhängigen Senkung des arteriellen Blutdrucks und der Herzfrequenz. Dies geht einher mit einer Verringerung der Konzentration der Plasmakatecholamine. Die am häufigsten beobachteten unerwünschten Nebenwirkungen in den Phase-III-Zulassungsstudien waren niedriger Blutdruck, langsamer Herzrhythmus und Übelkeit. Bei hohen Konzentrationen, wie sie kurzzeitig beim schnellen intravenösen Spritzen entstehen können, überwiegt wahrscheinlich die periphere gefäßverengende Wirkung von Dexmedetomidin, sodass es zu einem unerwünschten Blutdruckanstieg kommen kann.
Die Sedierung mit Dexmedetomidin bei Intensivpatienten im Alter bis zu 65 Jahren birgt ein erhöhtes Mortalitätsrisiko (Sterberisiko) im Vergleich zur Sedierung mit Propofol und/oder Midazolam. Diese Erkenntnis der SPICE-III-Studie an 3904 beatmeten kritisch kranken erwachsenen Intensivstationspatienten wurde unter anderem im Juni 2022 durch einen Rote-Hand-Brief mitgeteilt. Am stärksten ausgeprägt war die altersbedingte Ungleichheit der Auswirkungen auf die Mortalität bei Patienten, die aus anderen Gründen als zur postoperativen Versorgung aufgenommen wurden. Mit zunehmendem APACHE-II-Score sowie mit jüngerem Alter stieg diese an. Der zugrundeliegende Mechanismus ist unklar.

### Gegenanzeigen
Kontraindikationen für die Anwendung der Substanz bestehen bei bekannter Unverträglichkeit, unkontrolliert niedrigem Blutdruck, einem AV-Block II – III sowie akuten zerebrovaskulären Ereignissen.

## Pharmakologische Eigenschaften
Die Wirkungsweise von Dexmedetomidin beruht vermutlich auf der Aktivierung von G-Proteinen durch α2A-Adrenozeptoren im Hirnstamm, was zu einer Hemmung der Noradrenalinfreisetzung führt. Nur bei hohen Dosen oder bei schneller intravenöser Verabreichung werden periphere α2B-Adrenozeptoren aktiviert, was zu einer kreislaufwirksamen Gefäßverengung führen kann.
Die Minderung der Freisetzung von Noradrenalin erfolgt insbesondere im Locus caeruleus im Hirnstamm, der an der Steuerung von Aufmerksamkeit und Wachheit beteiligt ist. Angeblich führt dieser spezifische Wirkmechanismus zu einem schlafähnlichen Zustand, aus dem die Patienten auf Ansprache sofort wieder erwachen können und in der Lage sind, zu kommunizieren oder Anweisungen zu befolgen.
Weiterhin werden auch α2-Adrenozeptoren des sympathischen Nervensystems aktiviert, was zu dessen Hemmung führt (Sympathikolyse).

## Handelsnamen
- Humanarzneimittel: Dexdor (Orion Corporation), Generika
- Tierarzneimittel: Cepedex, Dexdomitor, Dexmopet, Sedadex, Sileo